# Futurismo do Golfo

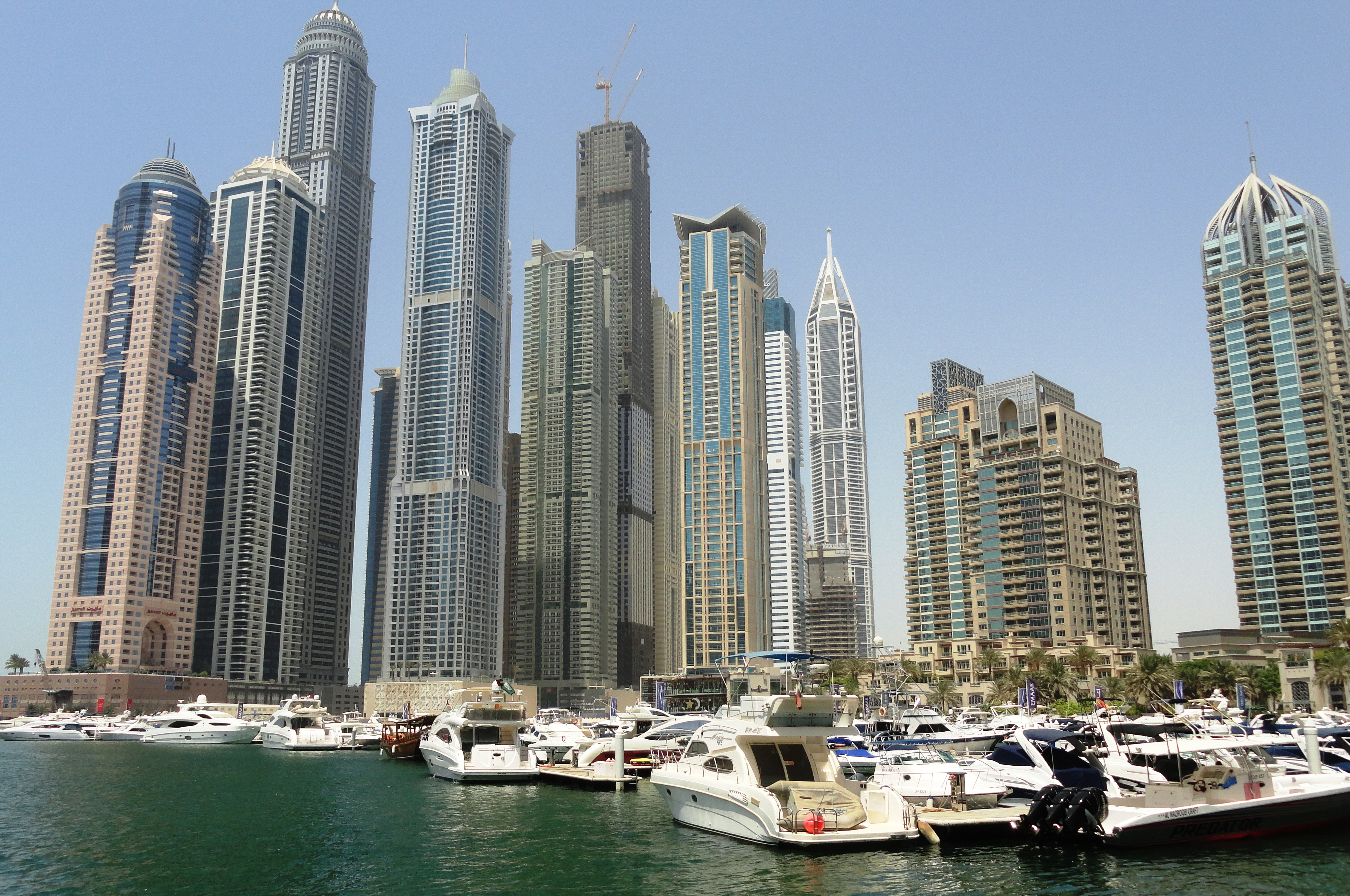
Vista da Marina de Dubai

Futurismo do Golfo é um termo cunhado pela escritora e artista catari-americana Sophia Al Maria para explicar o fenômeno que ela tem observado na arquitetura, urbanismo, arte, estética e cultura popular na era pós-petróleo do Golfo pérsico.

## Definição
Compartilhando algumas qualidades com movimentos do século XX como o futurismo, o Futurismo do Golfo é evidente na agenda da classe dominante desta região, preocupada com o planejamento urbano e a construção do mundo, e com uma cultura juvenil local que cresceu na bolha de ativos e está preocupada com carros velozes e tecnologia rápida.
"O Golfo Pérsico é uma região que tem sido hiper-conduzida a um presente feito de hinterlândias desoladas, planos diretores municipais e colapso ambiental, tornando-se assim uma projeção do futuro global"
Os temas e idéias presentes no Futurismo do Golfo incluem o isolamento de indivíduos via tecnologia, riqueza e o conservadorismo islâmico, os elementos corrosivos do consumismo na alma e indústria na terra, a substituição da história pela fantasia glorificada do patrimônio na memória coletiva e em muitos casos, o apagamento do ambiente físico existente.
Influenciado por textos como A Ilusão do Fim, de Baudrillard, o Livro Islâmico dos Mortos de As-Sufi e o Bem-vindo ao Deserto do Real, de Slavoj Žižek, o Futurismo do Golfo também usa imagens da escatologia islâmica, da ideologia corporativa, do pós-humanismo e dos mitos globais da ficção científica.

## Origem
O conceito originou-se em um ensaio de 2007 chamado "O Olhar do Sci Fi Wahabi", que foi disponibilizado como um livro de edição limitada e também pode ser visto em um site relacionado. Mais recentemente, foi tema de um artigo intitulado "Desertos do Irreal", da Dazed & Confused, que declara que o artigo dá "o furo na futurista e video-artista do Golfo Sophia Al-Maria" e afirma que "Sophia Al-Maria cunhou o termo "Futurismo do Golfo”. O renomado autor de ficção científica Bruce Sterling discutiu o conceito em duas de suas colunas regulares na revista Wired.
O conceito também é citado pelo site "O Islã e a Ficção científica".